# Čung-čeng (Tchaj-pej)
Čung-čeng (anglicky: Zhongzheng district, znaky: 中正區; pinyin: Zhōngzhèng qū; tchajwansky: Tiong-chèng khu) je centrální městská čtvrť tvořící jeden z 12 obvodů Tchaj-peje. Nachází se zde velká část vládních institucí a budov jako jsou Prezidentský palác, Tchajwanský parlament, Exekutivní Yuan, Soudní Yuan, Kontrolní Yuan a některá ministerstva.
Hraničí s dalšími městskými částmi Wan-chua, Ta-tchung, Čung-šan, Ta-an a Wen-šan, a také se čtvrtí Jung-che města Nová Tchaj-pej, které odděluje řeka Sin-tien.
Ve čtvrti je také situováno tchajpejské hlavní nádraží (Taipei Main Station), dopravní uzel propojující železnici, vysokorychlostní železnici a tchajpejské metro.

## Historie
Severní část čtvrti původně obíhaly městské hradby z 19. století, včetně pěti bran, ze kterých se dochovaly čtyři, z toho jedna v původní podobě (severní brána, 北門). Na místě hradeb se dnes nachází bulváry Čung-šan nan-lu (中山南路), Aj-kuo si-lu (愛國西路), Čung-chua lu (中華路) a Čung-siao si-lu (忠孝西路).

## Kultura
Ve čtvrti se nachází i významné kulturní instituce jako jsou Národní divadlo, Národní koncertní síň, Národní historické muzeum a Tchajwanské národní muzeum z roku 1908, které je situováno v pamětním parku incidentu 28. února (228 Peace Memorial Park). Dále se ve čtvrti nachází dvě muzea, která se věnují tematice incidentu 28. února a éře Bílého teroru.